# Елк Ривер (Ајдахо)
Елк Ривер (енгл. Elk River) град је у америчкој савезној држави Ајдахо.

## Демографија
По попису из 2010. године број становника је 125, што је 31 (-19,9%) становника мање него 2000. године.
| Група             | 2000.       | 2010.       |
| Белци             | 148 (94,9%) | 121 (96,8%) |
| Афроамериканци    | 0 (0,0%)    | 0 (0,0%)    |
| Азијати           | 1 (0,6%)    | 0 (0,0%)    |
| Хиспаноамериканци | 1 (0,6%)    | 4 (3,2%)    |
| Укупно            | 156         | 125         |